# Сламняк
Сламняк (словен. Slamnjak) — поселення в общині Лютомер, Помурський регіон, Словенія. Висота над рівнем моря: 236 м.